# Euminua
Euminua is een geslacht van hooiwagens uit de familie Minuidae.
De wetenschappelijke naam Euminua is voor het eerst geldig gepubliceerd door Sørensen in 1932. 

## Soorten
Euminua is monotypisch en omvat slechts de volgende soort:
- Euminua brevitarsa